# Eli Whitney (Carolina del Norte)
Eli Whitney es un área no incorporada ubicada del condado de Alamance en el estado estadounidense de Carolina del Norte. 
Es en la intersección de Carretera de Carolina del Norte 87, y Greensboro-Chapel Hill Road. Al sur se encuentra  Mandale, y al oeste está Snow Camp. El Servicio Postal de los Estados Unidos considera Eli Whitney parte de Graham.
Eli Whitney obtuvo su nombre del inventor de la desmotadora de algodón,  Eli Whitney.  Esto se debe a que anteriormente hubo en la localidad una desmotadora de algodón, pero desapareció hace ya muchos años.
Eli Whitney fue también la sede de una escuela, pero acabó cerrada y después fue demolida. Sólo el  gimnasio de la escuela quedó en pie y ahora funciona como un centro comunitario.